# Keresztény Tudomány (vallás)

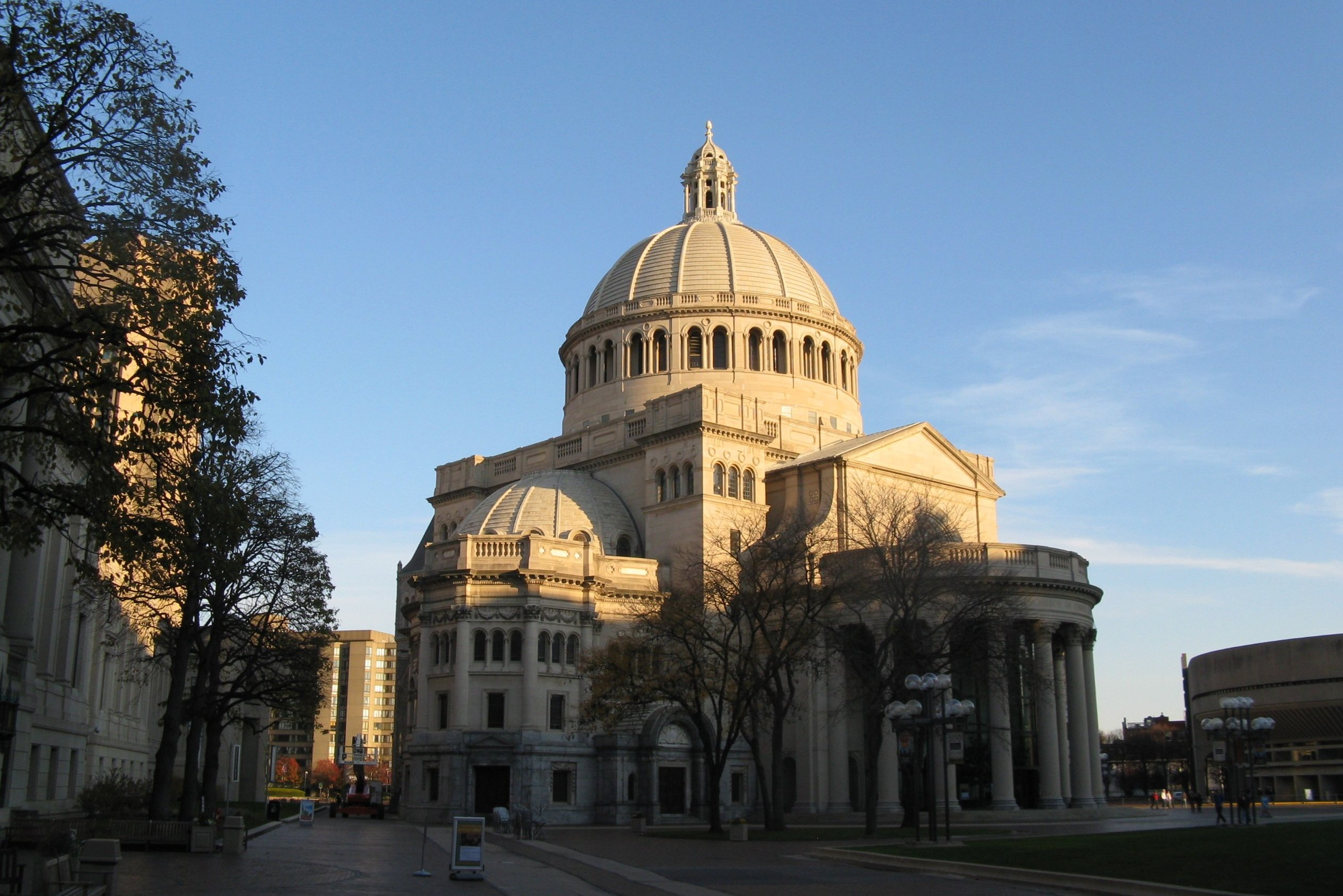

A Keresztény Tudomány (angol: Christian Science) az új vallási mozgalmak közé sorolt Szentháromság-tagadó keresztény vallási tanítás. Az egyház tanai a Biblián és az alapító, Mary Baker Eddy "Tudomány és Egészség – Kulcs a Szentíráshoz" című könyvén alapulnak. Az angol „science” szót szerencsésebb lett volna annak idején teológiai jelentése alapján „tan”-ra vagy „tudás”-ra fordítani, ugyanis a nevével ellentétben nem tudomány, hanem vallás. Az elnevezés így sok félreértésre ad okot, gyakran keverik össze a szcientológiával.

## Hitnézetek

### Istenképzet
Az Isten az anyagtalan Lélek, a teremtő Elv, a mindenható, mindenütt jelenlévő, mindentudó Atya-Anya, a legfelsőbb lény, az egyetlen értelem és minden ténylegesen létező összessége. Az Isten az Elme, a Lélek, a Szellem, az Elv, az Élet, az Igazság és Szeretet. Úgy mondják: „Az Isten Minden a mindenben”.

### Megtestesülések
A Keresztény Tudomány szerint mi mindannyian Isten fiai/leányai vagyunk, ha nem is Jézus Krisztus értelmi szintjén. Jézus egy isteni Mintakép volt, és Krisztus a „fiúság” isteni gondolata, számunkra a Mester, a Tanító. Jézus mutatta meg nekünk az utat (ún. „útmutató” a mormonizmusban), hogy felismerhessük az Igazságot, ami az Isten maga.

### A világmindeség és az élet eredete
A világmindenség az Isten, ami egy Lélek, hasonlatosságának és képének tükröződései, így mindazok kezdet- és végnélküliek. Az anyagi világ és az anyagi test tüneményei és káprázatai csupán az emberi elme hibás gondolkozásának és az elme a valóság igazi lelki természetéről való tudatlanságának eredménye. Az egyetlen igazán létező dolog az Isten.

### A halál után
A halál nem más, mint a halálban való hit. Minthogy az ember halhatatlan lélek, a halál nem létezik. A „halálnak” nevezett esemény után az Igazság iránti lelki fejlődés folytatódik, amíg minden gonosz, vagyis „hiba”, elpusztítja önmagát. A menny és pokol nem helyek, hanem a halál után is megmaradó tudati állapotok. A menny nem más, mint az Istennel való egység felismerésének örök gyönyörűsége, míg a pokol a magának okozott kín, amit a halálban és a fájdalomban való hit okoz.

### Miért van Gonosz?
Gonosz a gonoszba vetett hit. Isten az egyetlen való létező és Isten teljesen jó, ezért a jó való, és a gonosz egy tünemény és káprázat. A gonosz egyetlen hatalma az, hogy magát elpusztítsa. A jó elpusztításának kísérlete természetesen az gonosztevő büntetését eredményezi. A bűn a saját poklát teremti. Ha valaki nem ismeri fel saját igazi lelki mivoltát, akkor az önzéshez vezet, ami hibát és disszonanciát eredményez.

### Megváltás
A megváltás azt jelenti, hogy valaki önmagát az isteni tükröződést jelképező igazi természetével összhangba hozza. Ez jótékonyságon, türelmen, szelídségen, szereteten, figyelmességen, hálán és Krisztus példájának őszinte engedelmességgel való követésén keresztül lehetséges. Két alapvető parancsolat van: 
1. Csakis Istenhez (a tökéletes Elme, ami Krisztusban is jelen volt) szabad fordulni tanácsért, és
2. „Szeresd felebarátodat, mint önmagadat.” Gyógyulás és halhatatlanság az Isten igazi valóságára való ébredés által érhető el, amikor az egyén felismeri, hogy Isten a Szeretet, és a saját igazi és egyedüli természetünk isteni hasonlatosságunkban van. Ahogy az egyén elkezdi felismerni a szenvedés és gonosz valóságában való hit hibáját, ezek a gondolatképek a halandó elmében nyomot hagynak és lehetővé teszik a betegségtől, haláltól és bűntől való megszabadulást az Istenbe vetett hit hatalmának bizonyságaként.

### Érdemtelen szenvedés
Bár igazinak tűnik, a szenvedés és betegség nem más mint egy hamis hiedelem, a halandó gondolat hibája. A szenvedés az egyén lénye, mint az Isten képe igazságának bizonysága által győzhető le. Gyakran egy képzett Keresztény-Tudós gyakornokot hívnak el, hogy ő imádságosan segítse a beteget az “igazság ismeretében”.

### Mai kor kérdései
Nincs hivatalos egyházi álláspont az abortusz kérdésében, bár teljes egyetértésben vannak abban, hogy abortusz nem lehet összhangban azzal a hitelvükkel, hogy Isten gyermekeit isteni tökéletességnek tekintik. A hagyományos orvosságok használatát helytelenítik ugyan, de az egyénekre hagyják. Az orvosokat nem tekintik ellenségesnek, de módszereiket hatástalannak tekintik, mert szerintük a betegséget úgy próbálják gyógyítani, mintha az a testből származna, nem az elméből. A homoszexualitást kezelést igénylő állapotnak tartják.